# Нина Жижич
Нина Жижич е черногорска поп певица, която представя Черна гора на „Евровизия 2013“ съвместно с дуото „Who See“ (Ху сий).

## Биография и кариера
Едва десетгодишна прави дебюта си в местната телевизия, където имитира известни певци и актьори. В същото време изучава английски и литература и се занимава с танци, като дори печели няколко танцувални състезания. През 2002 г. се класира на второ място в национално състезание за млади изпълнители. Няколко месеца по-късно се състезава на международен музикален фестивал в босненския град Зеница, където заема първо място.
2004 е годината, в която Нина става част от група „Негре“. Заедно с тях участва на международния фестивал „Сунчане скале“ и достига трето място. Това допринася за известността им в Сърбия, Босна и Херцеговина и други съседни балкански страни. Групата се разпада година по-късно.
Първият солов хит на певицата („Строго повјерливо“) излиза през 2007 г. и е много успешен в бившите югославски републики.